# 탄소 산화물
탄소 산화물(炭素酸化物, oxide of carbon), 산화 탄소(酸化炭素, carbon oxide) 또는 옥소카본(oxocarbon)은 탄소와 산소로만 이루어진 화합물이다.
탄소 산화물의 가장 단순한 예로 일산화 탄소(CO)와 이산화 탄소(CO2)이다.
|  |                |  |                 |  |                  |  |                       |
|  | CO 일산화 탄소 |  | CO2 이산화 탄소 |  | C3O2 아산화 탄소 |  | C12O9 멜리트산 무수물 |